# 諫鼓鶏

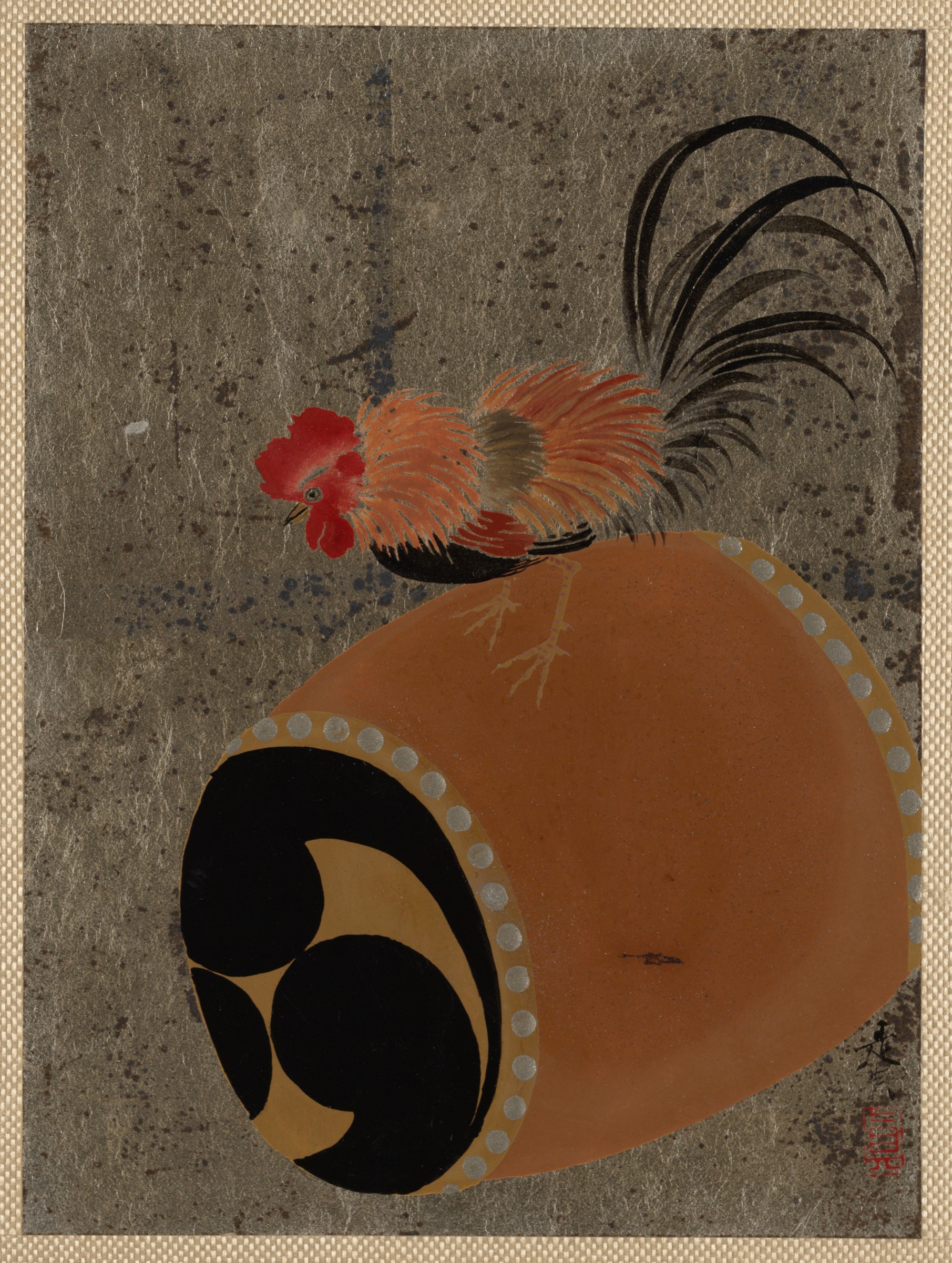
諫鼓鶏の絵

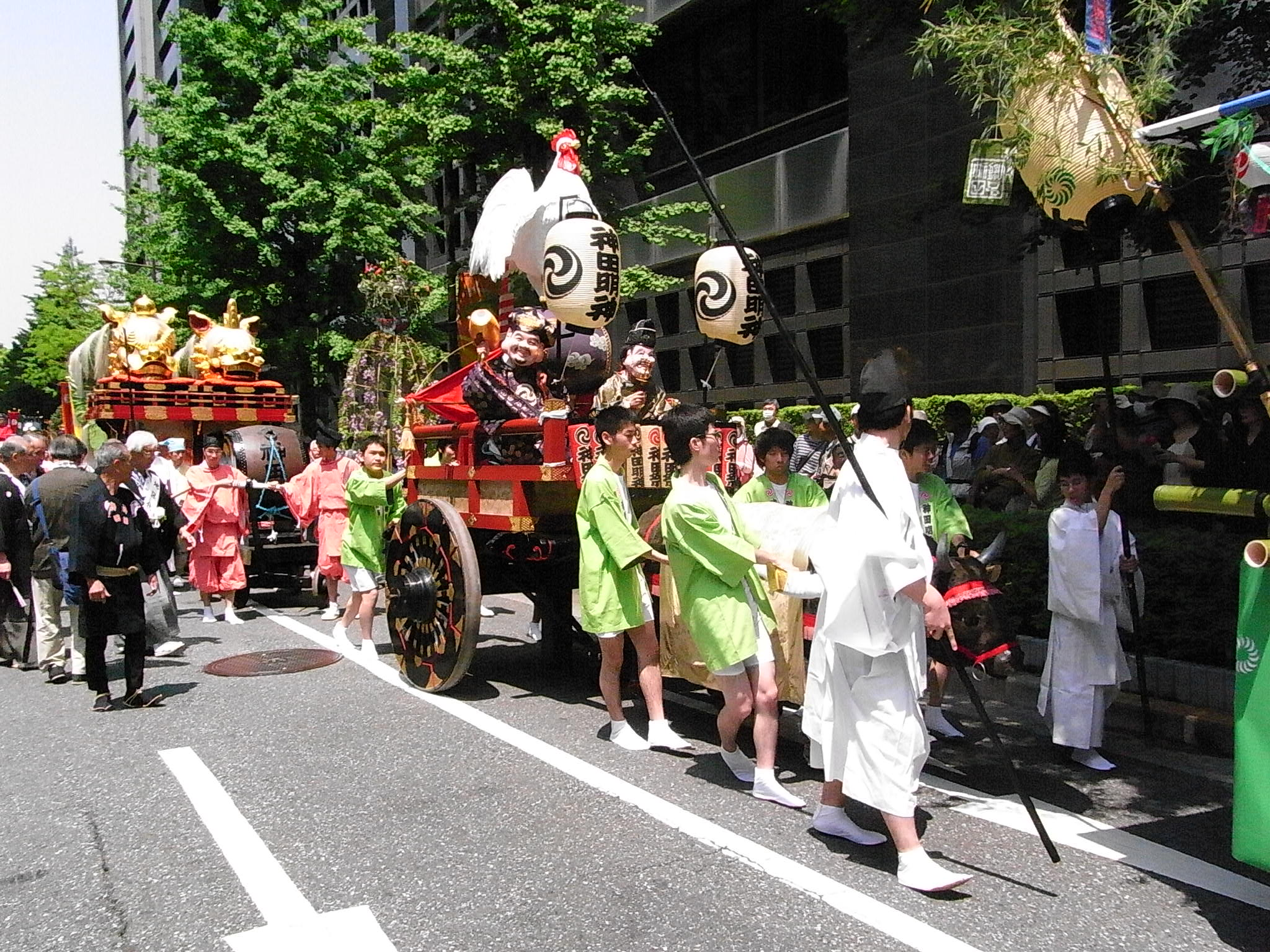
神田祭の山車

諫鼓鶏（かんこどり、表記ゆれ: 諌鼓鶏、諫鼓鳥、諌鼓鳥）とは、日本画や伝統工芸の題材で、太平の世の象徴とされる、太鼓に乗った鶏を指す。古代中国の諫鼓（かんこ）の伝説に由来する。

## 概要
伝説によれば、古代中国の名君である禹王（一説には堯王・舜王・禹王の三人）は、朝廷の門外に鼓を設置し、王に諫言したい民がいれば鳴らさせた。
この「諫鼓」の伝説は『管子』『漢書』『文選』『群書治要』など多くの漢籍に記されている。
日本では、平安時代には既に諫鼓の伝説が知られていた。ここから派生して「諫鼓が鳴らないほど太平の世には、諫鼓に鶏が乗っている」という「諫鼓鶏」の概念が生まれた。古くは『和漢朗詠集』に以下の詩句がある。
刑鞭蒲朽螢空去 諫鼓苔深鳥不驚—『和漢朗詠集』巻下・帝王・663
江戸時代には、二代将軍徳川秀忠が、江戸日枝神社の山王祭で、先頭の山車に使われていた御幣猿（ごへいざる）を諫鼓鶏に改めさせたとされる。現代でも、山王祭・神田祭・とちぎ秋まつり・城端曳山祭・村上大祭などに、諫鼓鶏の山車がある。
からくり師の竹田近江の代表作に、諫鼓鶏を模した「諫鼓太平楽」があった。
郷土玩具には、小さな太鼓・風ぐるま・竹笛からなる「諫鼓」という玩具がある。
日本各地の民俗舞踊に「諫鼓踊」（諫鼓の舞）があるが、これは「羯鼓」が語源とされる。

## ギャラリー

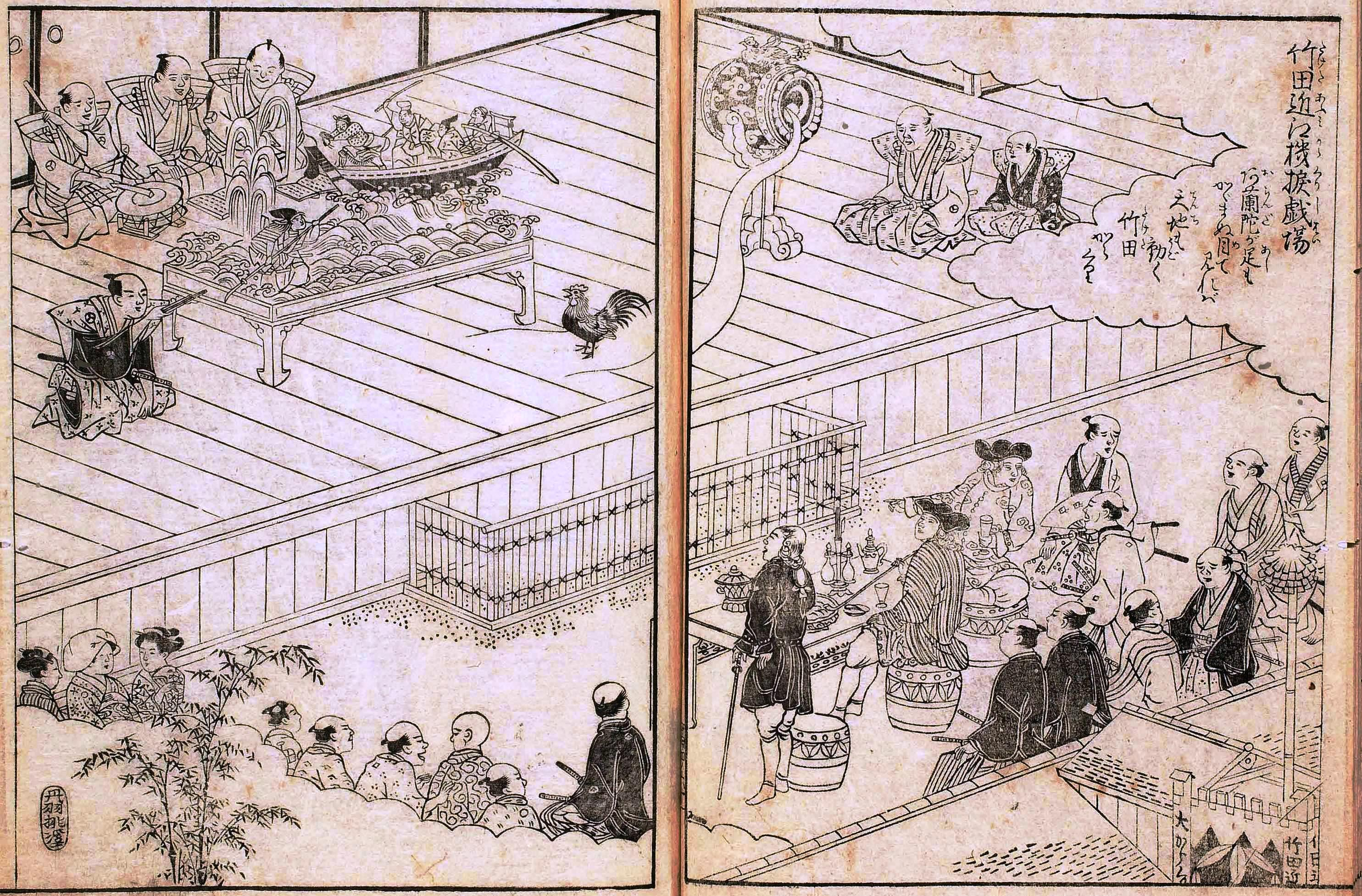
『摂津名所図会』より、竹田近江のからくり
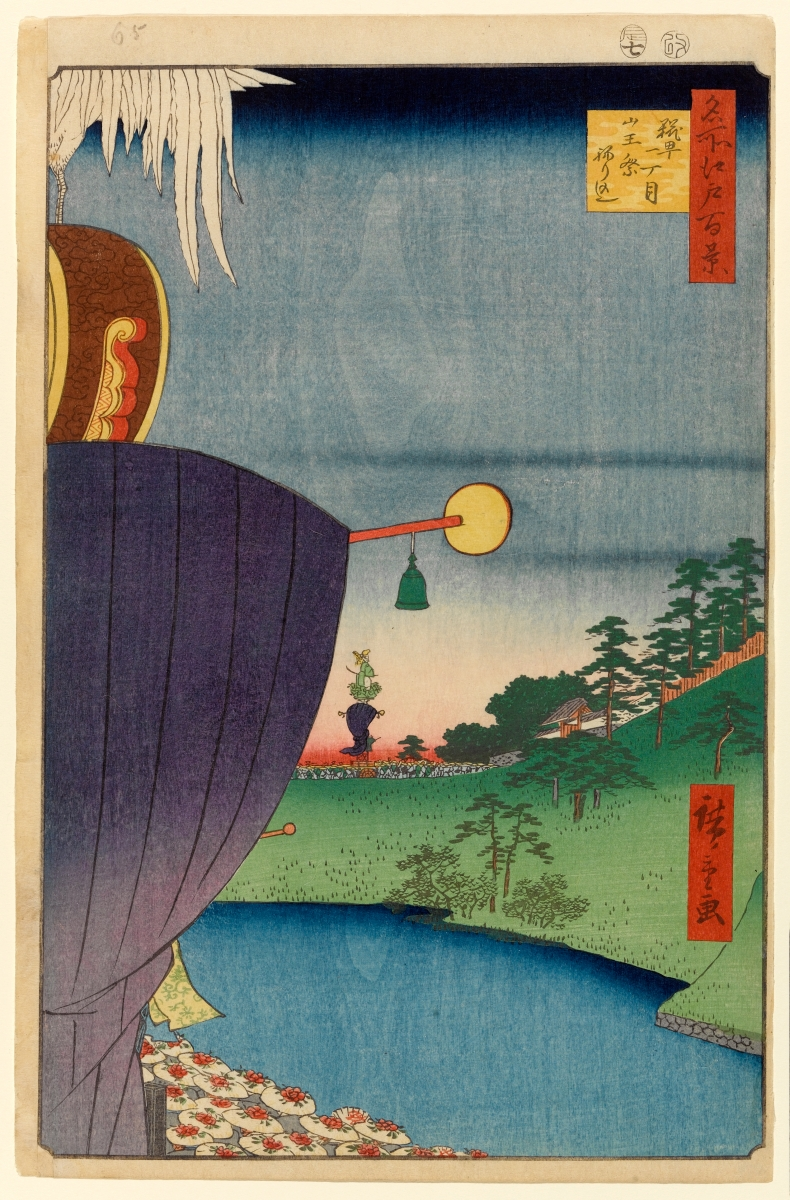
『名所江戸百景』より、歌川広重『糀町一丁目山王祭ねり込』
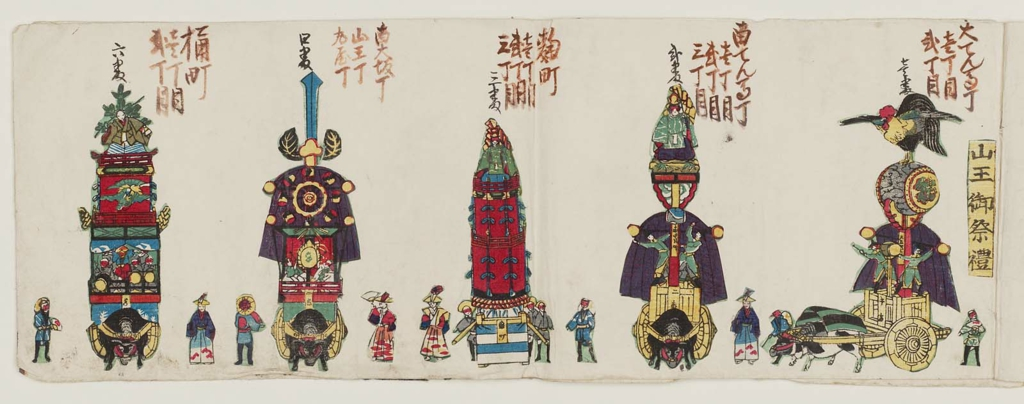
歌川芳藤が描いた山王祭の江戸型山車
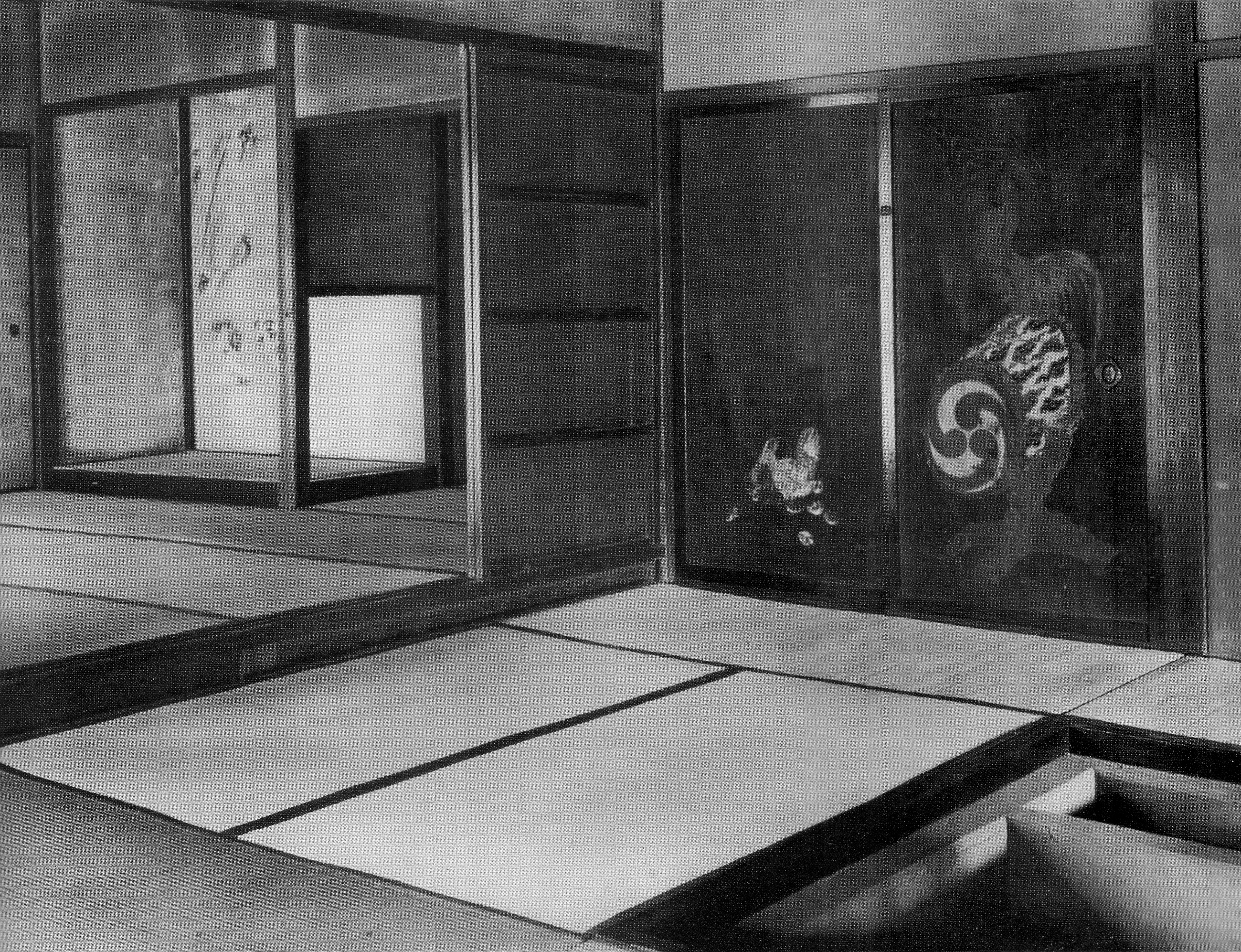
桂離宮の襖絵
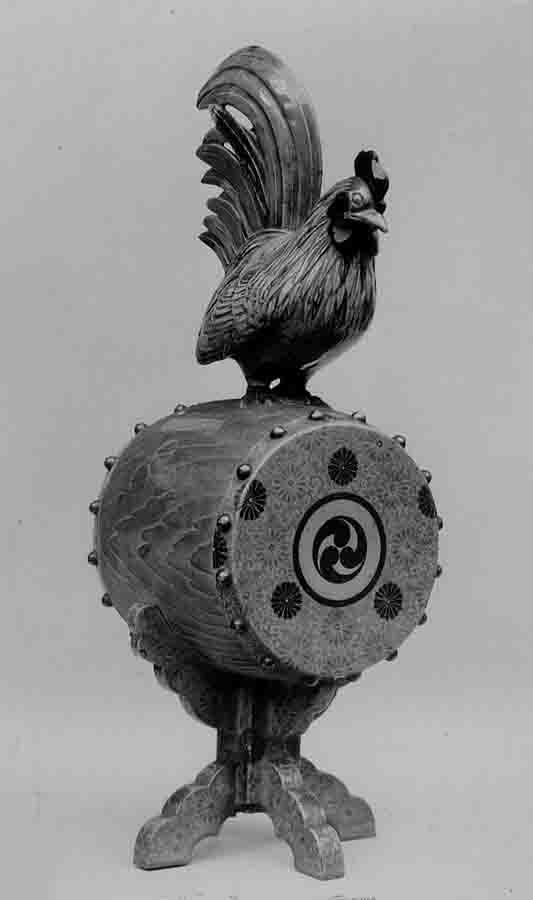
置物